# SN 1982aa
SN 1982aa – supernowa odkryta 16 sierpnia 1979 roku w galaktyce NGC 6052. Jej jasność pozostaje nieznana.